# Karin Stettler
Karin Stettler (* 3. Mai 1988) ist eine ehemalige Schweizer Unihockeyspielerin. Sie zuletzt beim Nationalliga-A-Vertreter UHV Skorpion Emmental unter Vertrag.

## Karriere

### Verein
Stettler begann ihre Karriere beim UHC Bern Ost. Stettler debütierte 2006/2007 in der ersten Mannschaft der Bern Capitals in der Nationalliga A. Bei den Capitals spielte sie innerhalb ihrer fünf Jahre in 3 Meisterschaftspartien und erzielte dabei 20 Tore und legte weitere 20 Tore auf.
2011 wechselte sie in den Kanton Zürich zum amtierenden Meister Red Ants Rychenberg Winterthur. Gleich in ihrer ersten Saison konnte sie mit den Winterthurerinnen den Schweizer Cup gewinnen. Nach 73 Partien und je neun Toren und Assists verliess sie die Red Ants wieder.
Auf die Saison 2014/15 unterschrieb sie beim UHV Skorpion Emmental. Nach der Saison 2017/18 gab Stettler den Rücktritt bekannt.

### Nationalmannschaft
2006 nahm Stettler an der U19-Weltmeisterschaft in Deutschland teil. Sie kam in sechs Partien zum Einsatz und erzielte dabei drei Tore und zwei Assists. Am Ende beendete sie mit der Schweiz das Turnier auf dem dritten Schlussrang.